# Albert Uderzo
Albert Uderzo (pronunțat [alˈbɛːʀ ydɛʀˈzo]) (n. 25 aprilie 1927, Fismes, Marne, Franța - d. 24 martie 2020, Neuilly-sur-Seine, Franța) a fost un desenator și scenarist de benzi desenate francez. Este cunoscut pentru crearea benzii desenate Asterix, alături de René Goscinny.